# Gran Premio motociclistico d'Olanda 1996
Il Gran Premio motociclistico d'Olanda 1996 fu il settimo appuntamento del motomondiale 1996. Si svolse il 29 giugno sul TT Circuit Assen di Assen nei Paesi Bassi e vide le vittorie di Mick Doohan su Honda nella classe 500, di Ralf Waldmann nella classe 250, di Emilio Alzamora nella classe 125, dell'equipaggio Darren Dixon-Andy Hetherington nella classe sidecar e di Jeffry de Vries per il Thunderbike Trophy.

## Classe 500
La gara di questa classe fu disturbata dal maltempo ed è stata disputata in due manches dopo l'interruzione avvenuta all'ottavo giro della corsa.

### Arrivati al traguardo
| Pos. | Nº | Pilota            | Squadra                 | Motocicletta | Giri | Tempo     | Griglia | Punti |
| ---- | -- | ----------------- | ----------------------- | ------------ | ---- | --------- | ------- | ----- |
| 1º   | 1  | Mick Doohan       | Repsol Honda            | Honda        | 20   | 41:29.912 | 3       | 25    |
| 2º   | 4  | Àlex Crivillé     | Repsol Honda            | Honda        | 20   | +1.496    | 1       | 20    |
| 3º   | 7  | Alex Barros       | Honda Pileri            | Honda        | 20   | +17.441   | 9       | 16    |
| 4º   | 11 | Scott Russell     | Lucky Strike Suzuki     | Suzuki       | 20   | +20.798   | 15      | 13    |
| 5º   | 10 | Kenny Roberts Jr  | Marlboro Yamaha Roberts | Yamaha       | 20   | +24.376   | 8       | 11    |
| 6º   | 9  | Norifumi Abe      | Marlboro Yamaha Roberts | Yamaha       | 20   | +29.090   | 13      | 10    |
| 7º   | 26 | Terry Rymer       | Lucky Strike Suzuki     | Suzuki       | 20   | +29.919   | 12      | 9     |
| 8º   | 12 | Jean-Michel Bayle | Marlboro Yamaha Roberts | Yamaha       | 20   | +32.604   | 6       | 8     |
| 9º   | 8  | Juan Borja        | Elf 500 Roc             | Elf 500      | 20   | +38.092   | 16      | 7     |
| 10º  | 41 | Shin'ichi Itō     | Repsol Honda            | Honda        | 20   | +40.536   | 14      | 6     |
| 11º  | 24 | Carlos Checa      | Fortuna-Honda-Pons      | Honda        | 20   | +40.772   | 10      | 5     |
| 12º  | 17 | Alberto Puig      | Fortuna-Honda-Pons      | Honda        | 20   | +46.100   | 11      | 4     |
| 13º  | 6  | Tadayuki Okada    | Repsol Honda            | Honda        | 20   | +48.709   | 5       | 3     |
| 14º  | 13 | Jeremy McWilliams | Qub Team Optimum        | ROC Yamaha   | 20   | +1:20.898 | 19      | 2     |
| 15º  | 27 | Frédéric Protat   | Soverex FP Racing       | ROC Yamaha   | 20   | +2:21.536 | 20      | 1     |

### Ritirati
| Nº | Pilota            | Squadra                | Motocicletta  | Giri | Griglia |
| -- | ----------------- | ---------------------- | ------------- | ---- | ------- |
| 65 | Loris Capirossi   | Marlboro Yamaha Rainey | Yamaha        | 18   | 4       |
| 18 | James Haydon      | W.C.M.                 | ROC Yamaha    | 14   | 22      |
| 14 | Adrian Bosshard   | Elf 500 Roc            | Elf 500       | 12   | 24      |
| 20 | Toshiyuki Arakaki | Padgetts Racing        | Yamaha        | 11   | 21      |
| 22 | Lucio Pedercini   | Team Pedercini         | ROC Yamaha    | 8    | 17      |
| 23 | Eugene McManus    | Millar Racing          | Yamaha        | 6    | 23      |
| 15 | Doriano Romboni   | IP Aprilia Racing      | Aprilia       | 4    | 2       |
| 3  | Luca Cadalora     | Kanemoto Honda         | Honda         | 4    | 7       |
| 19 | Sean Emmett       | Harris Grand Prix      | Harris Yamaha | 0    | 18      |

### Non partito
| Nº | Pilota              | Squadra    | Motocicletta | Griglia |
| -- | ------------------- | ---------- | ------------ | ------- |
| 51 | Jean Pierre Jeandat | Team Paton | Paton        | 25      |

## Classe 250

### Arrivati al traguardo
| Pos. | Nº | Pilota                   | Squadra                | Motocicletta | Giri | Tempo     | Griglia | Punti |
| ---- | -- | ------------------------ | ---------------------- | ------------ | ---- | --------- | ------- | ----- |
| 1º   | 3  | Ralf Waldmann            | HB Honda Germany       | Honda        | 18   | 38:30.306 | 3       | 25    |
| 2º   | 11 | Jürgen Fuchs             | HB Honda Germany       | Honda        | 18   | +16.598   | 5       | 20    |
| 3º   | 1  | Max Biaggi               | Chesterfield Aprilia   | Aprilia      | 18   | +20.113   | 2       | 16    |
| 4º   | 12 | Jurgen van den Goorbergh | M.Q.P. Racing          | Honda        | 18   | +28.386   | 4       | 13    |
| 5º   | 14 | Eskil Suter              | Mohag Aprilia          | Aprilia      | 18   | +32.166   | 17      | 11    |
| 6º   | 7  | Luis d'Antín             | MX Onda-S.S.P. Comp.   | Honda        | 18   | +32.417   | 13      | 10    |
| 7º   | 6  | Nobuatsu Aoki            | Rheos Molenaar Racing  | Honda        | 18   | +34.246   | 15      | 9     |
| 8º   | 29 | Osamu Miyazaki           | Edo Racing             | Aprilia      | 18   | +51.169   | 11      | 8     |
| 9º   | 41 | Jamie Robinson           | Docshop Racing         | Aprilia      | 18   | +51.258   | 12      | 7     |
| 10º  | 31 | Tetsuya Harada           | Marlboro Yamaha Rainey | Yamaha       | 18   | +52.824   | 8       | 6     |
| 11º  | 8  | Cristiano Migliorati     | Axo San Patrignano     | Honda        | 18   | +52.884   | 14      | 5     |
| 12º  | 20 | Luca Boscoscuro          | Scuderia AGV           | Aprilia      | 18   | +1:00.492 | 21      | 4     |
| 13º  | 25 | Davide Bulega            | Team Italia            | Aprilia      | 18   | +1:08.339 | 23      | 3     |
| 14º  | 9  | Yasumasa Hatakeyama      | F.C.C. T.S. Penguin    | Honda        | 18   | +1:11.356 | 25      | 2     |
| 15º  | 21 | Massimo Ottobre          | FGF Guidotti           | Aprilia      | 18   | +1:17.594 | 27      | 1     |
| 16º  | 28 | Cristophe Cogan          | Team AJP               | Honda        | 18   | +1:51.595 | 29      |       |
| 17º  | 77 | Andre Romein             | Duramix Team Twello    | Honda        | 17   | +1 giro   | 31      |       |
| 18º  | 76 | Jaap Hoogeveen           | Team JHR               | Yamaha       | 17   | +1 giro   | 32      |       |

### Ritirati
| Nº | Pilota               | Squadra                 | Motocicletta | Giri | Griglia |
| -- | -------------------- | ----------------------- | ------------ | ---- | ------- |
| 10 | Tōru Ukawa           | Benetton Honda          | Honda        | 16   | 7       |
| 5  | Jean-Philippe Ruggia | Chesterfield Elf Tech 3 | Honda        | 14   | 9       |
| 19 | Olivier Jacque       | Chesterfield Elf Tech 3 | Honda        | 12   | 1       |
| 78 | Gert Pieper          | Schotsman Racing        | Yamaha       | 9    | 33      |
| 18 | Roberto Locatelli    | Nastro Azzurro Aprilia  | Aprilia      | 7    | 16      |
| 23 | Christian Boudinot   | Promoto Sport           | Aprilia      | 7    | 24      |
| 96 | José Barresi         | Marlboro Venemotos      | Yamaha       | 7    | 30      |
| 15 | Gianluigi Scalvini   | Team Pileri             | Honda        | 5    | 18      |
| 27 | Sebastián Porto      | PR2 Aprilia YPF-Esco    | Aprilia      | 5    | 20      |
| 55 | Régis Laconi         | Tecmas Grand Prix       | Honda        | 1    | 6       |
| 22 | Oliver Petrucciani   | Mohag Aprilia           | Aprilia      | 1    | 10      |
| 26 | Takeshi Tsujimura    | F.C.C. Technical Sports | Honda        | 1    | 22      |
| 75 | Maurice Bolwerk      | MRTT Team Bolwerk       | Honda        | 1    | 28      |
| 30 | José Luis Cardoso    | Sherry Repsol Aprilia   | Aprilia      | 1    | 26      |
| 16 | Sete Gibernau        | Axo San Patrignano      | Honda        | 0    | 19      |

## Classe 125

### Arrivati al traguardo
| Pos. | Nº | Pilota            | Squadra                  | Motocicletta | Giri | Tempo     | Griglia | Punti |
| ---- | -- | ----------------- | ------------------------ | ------------ | ---- | --------- | ------- | ----- |
| 1º   | 3  | Emilio Alzamora   | Cepsa Effeuno Matteoni   | Honda        | 17   | 39:08.050 | 3       | 25    |
| 2º   | 26 | Ivan Goi          | Cepsa Effeuno Matteoni   | Honda        | 17   | +0.728    | 21      | 20    |
| 3º   | 1  | Haruchika Aoki    | Rheos Molenaar Racing    | Honda        | 17   | +0.733    | 2       | 16    |
| 4º   | 12 | Noboru Ueda       | Docshop Racing           | Honda        | 17   | +0.790    | 5       | 13    |
| 5º   | 8  | Tomomi Manako     | UGT Europa               | Honda        | 17   | +0.846    | 4       | 11    |
| 6º   | 5  | Dirk Raudies      | HB Team Raudies          | Honda        | 17   | +17.614   | 7       | 10    |
| 7º   | 2  | Kazuto Sakata     | Krona-Aprilia            | Aprilia      | 17   | +28.082   | 9       | 9     |
| 8º   | 15 | Manfred Geissler  | Marlboro-Aprilia-Eckl    | Aprilia      | 17   | +31.580   | 15      | 8     |
| 9º   | 55 | Jorge Martínez    | Airtel-Aspar             | Aprilia      | 17   | +32.566   | 11      | 7     |
| 10º  | 11 | Herri Torrontegui | Axo San Patrignano       | Honda        | 17   | +32.744   | 22      | 6     |
| 11º  | 23 | Frédéric Petit    | Team RMS                 | Honda        | 17   | +33.194   | 12      | 5     |
| 12º  | 35 | Loek Bodelier     | Mobil 1-TNT-LB Racing    | Honda        | 17   | +34.812   | 20      | 4     |
| 13º  | 6  | Stefano Perugini  | Nastro Azzurro Aprilia   | Aprilia      | 17   | +38.216   | 19      | 3     |
| 14º  | 19 | Yōichi Ui         | Yamaha Kurz              | Yamaha       | 17   | +46.038   | 25      | 2     |
| 15º  | 27 | Gabriele Debbia   | Biesse Semprucci Debbia  | Yamaha       | 17   | +46.158   | 17      | 1     |
| 16º  | 4  | Akira Saitō       | Docshop Racing           | Honda        | 17   | +54.148   | 13      |       |
| 17º  | 37 | Paolo Tessari     | Team Pileri              | Honda        | 17   | +1:04.150 | 24      |       |
| 18º  | 72 | Garry McCoy       | Scuderia Alfa Bieffe     | Aprilia      | 17   | +1:15.860 | 23      |       |
| 19º  | 78 | Jarno Janssen     | JJ Racing                | Honda        | 17   | +1:53.446 | 29      |       |
| 20º  | 77 | Gerard Rike       | Johan Jong/Veekro Racing | Honda        | 17   | +2:03.347 | 30      |       |
| 21º  | 76 | Gilbert de Rover  | Arie Molenaar Racing     | Honda        | 16   | +1 giro   | 32      |       |

### Ritirati
| Nº | Pilota            | Squadra               | Motocicletta | Giri | Griglia |
| -- | ----------------- | --------------------- | ------------ | ---- | ------- |
| 13 | Lucio Cecchinello | Honda Team GP3        | Honda        | 15   | 10      |
| 88 | Ángel Nieto Jr    | Airtel-Aspar          | Aprilia      | 12   | 27      |
| 36 | Josep Sarda       | Mobil 1-TNT-LB Racing | Honda        | 11   | 16      |
| 46 | Valentino Rossi   | Scuderia AGV          | Aprilia      | 9    | 8       |
| 24 | Jaroslav Huleš    | Team Pileri           | Honda        | 8    | 18      |
| 17 | Darren Barton     | Ditter Plastic        | Aprilia      | 7    | 14      |
| 21 | Andrea Ballerini  | Team Italia           | Aprilia      | 6    | 34      |
| 7  | Masaki Tokudome   | Ditter Plastic        | Aprilia      | 5    | 1       |
| 14 | Yoshiaki Katō     | Yamaha Kurz           | Yamaha       | 1    | 26      |
| 75 | Robert Filart     | MRTT Filart Racing    | Honda        | 1    | 28      |

### Non partito
| Nº | Pilota     | Squadra               | Motocicletta | Griglia |
| -- | ---------- | --------------------- | ------------ | ------- |
| 10 | Peter Öttl | Marlboro-Aprilia-Eckl | Aprilia      | 6       |

## Classe sidecar
I campioni in carica Darren Dixon-Andy Hetherington vincono malgrado un incidente all'ultimo giro con Rolf Biland-Kurt Waltisperg, con cui erano in lotta per la prima posizione. Gli svizzeri hanno più difficoltà a ripartire dopo il contatto e chiudono al 6º posto, mentre sul podio salgono Steve Webster-David James e i fratelli Güdel.
In classifica Dixon si porta in testa con 45 punti, davanti a Güdel a 41, Webster a 36 e a Biland a 23.

### Arrivati al traguardo
Fonte:
| Pos. | Pilota             | Passeggero        | Sidecar     | Giri | Tempo     | Punti |
| ---- | ------------------ | ----------------- | ----------- | ---- | --------- | ----- |
| 1º   | Darren Dixon       | Andy Hetherington | Windle-ADM  | 17   | 37'05"854 | 25    |
| 2º   | Steve Webster      | David James       | LCR-ADM     | 17   | +14"478   | 20    |
| 3º   | Paul Güdel         | Charly Güdel      | LCR-BRM     | 17   | +17"174   | 16    |
| 4º   | Klaus Klaffenböck  | Christian Parzer  | LCR-ADM     | 17   | +17.353   | 13    |
| 5º   | Steve Abbott       | Jamie Biggs       | Windle-ADM  | 17   | +17.918   | 11    |
| 6º   | Rolf Biland        | Kurt Waltisperg   | LCR-BRM     | 17   | +33.927   | 10    |
| 7º   | Yoshisada Kumagaya | Trevor Hopkinson  | LCR-BRM     | 17   | +1'02.402 | 9     |
| 8º   | Markus Bösiger     | Jürg Egli         | LCR-ADM     | 17   | +1'12.886 | 8     |
| 9º   | Tony Wyssen        | Kilian Wyssen     | LCR-BRM     | 17   | +1'24.144 | 7     |
| 10º  | Ralph Bohnhorst    | Eckart Rösinger   | LCR-ADM     | 17   | +1'33.192 | 6     |
| 11º  | Mark Reddington    | Trevor Crone      | LCR-ADM     | 17   | +1'37.707 | 5     |
| 12º  | Billy Gällros      | Peter Berglund    | LCR-NGK 500 | 17   | +2'12.101 | 4     |
| 13º  | Markus Schlosser   | Thomas Herzog     | LCR-BRM     | 17   | +2'16.734 | 3     |
| 14º  | Jukka Lauslehto    | Harry Hofsteenge  | LCR-ADM     | 16   | +1 giro   | 2     |
| 15º  | Kevin Webster      | Rob McIntosh      | LCR-ADM     | 16   | +1 giro   | 1     |
| 16º  | Harry Smit         | Herman den Hartog |             | 16   | +1 giro   |       |
| 17º  | Janez Remše        |                   | LCR-ADM     | 14   | +3 giri   |       |
| 18º  | Benny Janssen      |                   | LCR-ADM     | 14   | +3 giri   |       |

## Thunderbike Trophy
Fonte: Thunderbike Trophy 1996 - Assen, su classic.autosport.com (archiviato dall'url originale il 9 febbraio 2019).

### Arrivati al traguardo
| Pos. | Nº | Pilota                    | Motocicletta | Giri | Tempo     | Punti |
| ---- | -- | ------------------------- | ------------ | ---- | --------- | ----- |
| 1º   | 8  | Jeffry de Vries           | Yamaha       | 14   | 32:03.269 | 25    |
| 2º   | 20 | William Costes            | Honda        | 14   | +0.012    | 20    |
| 3º   | 2  | Yves Briguet              | Honda        | 14   | +0.194    | 16    |
| 4º   | 7  | Wilco Zeelenberg          | Honda        | 14   | +0.207    | 13    |
| 5º   | 51 | Johnny Verwijst           | Yamaha       | 14   | +3.571    | 11    |
| 6º   | 22 | Gregorio Lavilla          | Yamaha       | 14   | +17.443   | 10    |
| 7º   | 15 | Bernard Garcia            | Honda        | 14   | +19.947   | 9     |
| 8º   | 10 | Eric Mahé                 | Yamaha       | 14   | +21.973   | 8     |
| 9º   | 14 | Iain MacPherson           | Honda        | 14   | +22.095   | 7     |
| 10º  | 1  | Stefan Scheschowitsch     | Kawasaki     | 14   | +29.092   | 6     |
| 11º  | 11 | Rubén Xaus                | Honda        | 14   | +34.970   | 5     |
| 12º  | 6  | Enrique de Juan           | Kawasaki     | 14   | +36.067   | 4     |
| 13º  | 16 | Marc Garcia               | Honda        | 14   | +36.105   | 3     |
| 14º  | 12 | Franky Heidger            | Honda        | 14   | +42.943   | 2     |
| 15º  | 55 | Torleif Hartelman         | Kawasaki     | 14   | +43.469   | 1     |
| 16º  | 26 | Peter Haug                | Honda        | 14   | +43.789   |       |
| 17º  | 21 | Philippe Pinchedez        | Honda        | 14   | +1:12.654 |       |
| 18º  | 25 | Phil Borley               | Kawasaki     | 14   | +1:12.745 |       |
| 19º  | 27 | Bernard Haenggeli         | Honda        | 14   | +1:17.063 |       |
| 20º  | 30 | José María Martín Vázquez | Honda        | 14   | +1:41.289 |       |
| 21º  | 54 | Wim Theunissen            | Kawasaki     | 14   | +1:41.403 |       |

### Ritirati
| Nº | Pilota               | Motocicletta | Giri |
| -- | -------------------- | ------------ | ---- |
| 3  | Stéphane Mertens     | Honda        | 13   |
| 23 | José Oriol Fernández | Yamaha       | 13   |
| 19 | Adrien Morillas      | Yamaha       | 9    |
| 17 | Pere Riba            | Honda        | 8    |
| 57 | Micha van Deelen     | Honda        | 6    |
| 53 | Emiel Bosma          | Honda        | 3    |
| 5  | Mario Innamorati     | Bimota       | 2    |